# Carles de Blois
Carles de Blois (Blois, regne de França, 1319 - Batalla d'Auray, 29 de setembre de 1364) fou baró de Mayenne, senyor de Guise i, per matrimoni, comte de Penthièvre i duc de Bretanya. És venerat com a beat per l'Església catòlica i és conegut com a Carles el Sant.

## Família
Charles de Blois era fill de Guy I de Blois-Châtillon, comte de Blois i de Margarida de Valois (1295-1342), germana de Felip de Valois. A París va casar-se, el 4 de juny de 1337, amb Joana de Penthièvre, filla de Guy de Penthièvre, neboda del duc Joan III de Bretanya i neta d'Artur II de Bretanya. Els capítols matrimonials establien que Carles prendria el nom i les armes de Bretanya i que succeiria el duc Joan III, que no fills.
Joana de Penthièvre li donà cinc fills:
- Joan I de Châtillon (1340 - 1404), comte de Penthièvre, vescomte de Llemotges.
- Guiu, enviat com a ostatge a Anglaterra, on morí.
- Enric, mort en 1400.
- Maria Chatillon-Blois (1345 - 1404), comtessa de Guise, casada en 1360 amb Lluís I de Nàpols, duc d'Anjou (1339 - 1384), comte del Maine i comte de Provença i Forcalquier.
- Margarida, casada en 1351 amb Carlos de La Cerda († 1354), comte d'Angulema i conestable de França.

A més, Carles va tenir un fill natural, Joan, senyor d'Averoult, mort amb son pare a la batalla d'Auray.

## Guerra de successió bretona

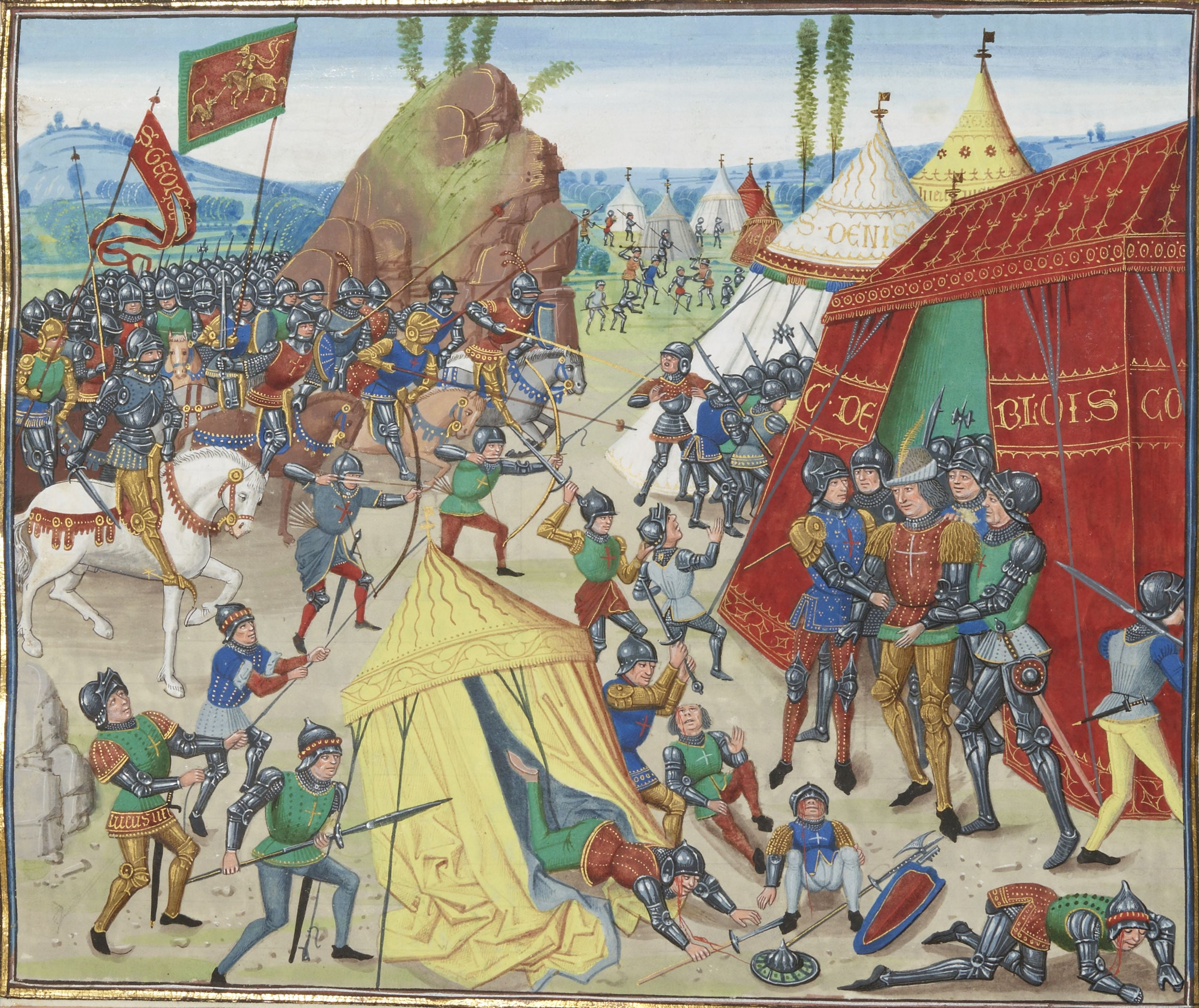
Carles de Blois és fet presoner a la Roche-Derrien

El duc Joan III no va deixar clara la successió abans de morir en 1341, per la qual cosa començà una guerra civil que durà 23 anys: la Guerra de Successió Bretona. El rei Felip VI de França va reconèixer el seu nebot Carles de Blois com a duc consort i li reté homenatge com a nou sobirà de Bretanya, com també feren la majoria de senyors i nobles bretons.
No obstant això, Joan, comte de Montfort, germanastre de Joan III, es proclamà hereu del ducat i va rebre el suport d'Anglaterra: l'octubre de 1341, Carles donà suport al duc de Normandia en la seu clam pel tron de França, per mantenir la seva aspiració al ducat de Bretanya i s'inicià la guerra. En 1344, prengué Quimper, però en 1347 fou fet presoner pels anglesos al setge de Vannes (la batalla de La Roche-Derrien). Fou portat a Anglaterra i tancat a la Torre de Londres, mentre Joana de Penthièvre continuava la guerra contra Joana de Flandes, esposa del comte de Montfort. Carles fou alliberat el 10 d'agost de 1356, després de nou anys de captivitat i d'haver-se compromès a pagar un rescat de 700.000 florins d'or, que encara no s'havia acabat de pagar quan va morir.
En tornar a Bretanya va continuar la guerra contra Joan de Montfort. Carles va nomenar Bertrand du Guesclin (que havia destacat a la defensa de Rennes en 1357) capità de Pontorson i del Mont Saint-Michel. Va morir el 29 de setembre de 1364 durant de la batalla d'Auray contra Joan IV de Bretanya. La seva mort marcà el final de la guerra i la victòria de Joan de Montfort.

## Veneració
Tota la seva vida fou molt pietós, lliurat a la pregària i la caritat envers els necessitats. Durant els anys de presidi a Londres, per la seva enteresa, va guanyar fama de santedat. Fou sebollit al convent dels franciscans de Guingamp, on aviat començaren els pelegrinatges per pregar-hi i tingueren lloc suposats miracles. El primer miracle que es declarà "oficial" tingué lloc en 1367 i començà a demanar-se'n la canonització. El duc Joan V de Bretanya, enemic del beat, però, volgué impedir-ho i tancà l'església. Carles, però, ja tenia un culte popular que s'anava estenent i assolí importància a partir de 1368, quan començà la investigació per incoar la causa de beatificació a Angers, impulsada pel franciscà Raoul de Kerguiniou: el 18 de desembre de 1371 acabà la investigació i Carles fou proclamat sant. La canonització, però, no fou oficialment reconeguda per la Santa Seu. Gregori XI, a instància de Joan V de Bretanya, anul·là el procés.
Finalment, fou beatificat el 14 de desembre de 1904.